# 美鄉町 (島根縣)
美鄉町（日语：／ Misato chō */?）是位於島根縣中部的行政區劃。當地以以溫泉和觀光產業為主。由於江之川貫穿轄區，兩岸景色豐富，因此以「美鄉」作為町名。

## 人口
| 美鄉町人口分布圖 |                                               |  |
| 美鄉町與日本全國年齡別人口分布比較圖 （2005年資料） | 美鄉町的年齡、男女別人口分布圖 （2005年資料） |  |
| ■紫色是美鄉町 ■綠色是全国 | ■藍色是男性 ■紅色是女性                       |  |
| 美鄉町人口變化 \| 1970年 \| 10,494人 \| \| \| 1975年 \| 9,262人 \| \| \| 1980年 \| 8,838人 \| \| \| 1985年 \| 8,372人 \| \| \| 1990年 \| 7,606人 \| \| \| 1995年 \| 7,211人 \| \| \| 2000年 \| 6,624人 \| \| \| 2005年 \| 5,911人 \| \| \| 2010年 \| 5,351人 \| \| \| 2015年 \| 4,900人 \| \| \| 2020年 \| 4,355人 \| \| |                                               |  |
| 資料來源：日本總務省統計中心提供之人口普查數據 |                                               |  |
| 1970年 | 10,494人                                      |  |
| 1975年 | 9,262人                                       |  |
| 1980年 | 8,838人                                       |  |
| 1985年 | 8,372人                                       |  |
| 1990年 | 7,606人                                       |  |
| 1995年 | 7,211人                                       |  |
| 2000年 | 6,624人                                       |  |
| 2005年 | 5,911人                                       |  |
| 2010年 | 5,351人                                       |  |
| 2015年 | 4,900人                                       |  |
| 2020年 | 4,355人                                       |  |

## 歷史

### 年表
- 1889年4月1日：實施町村制，現在的轄區在當時分屬：邑智郡吾鄉村、粕淵村、君谷村、澤谷村、濱原村、都賀村、都賀行村、布施村。
- 1947年12月28日：粕淵村改制為粕淵町。
- 1955年2月1日：粕淵町、吾鄉村、君谷村、澤谷村、濱原村合併為邑智町。
- 1957年3月10日：都賀村、都賀行村及布施村的部分地區（大字比敷、宮內、村之鄉）合併為大和村（布施村的其餘地區被併入瑞穗町，現已合併為邑南町）。
- 2004年10月1日：邑智町與大和村合併為美鄉町。

### 變遷表
| 1889年4月1日 | 1889年 - 1926年 | 1926年 - 1954年       | 1955年 - 1989年          | 1955年 - 1989年      | 1989年 - 現在              | 現在                       |
| ------------ | --------------- | --------------------- | ------------------------ | -------------------- | -------------------------- | -------------------------- |
| 布施村       | 布施村          | 布施村                | 1957年3月10日 併入出羽村 | 1957年8月1日 瑞穗町  | 2004年10月1日 合併為邑南町 | 2004年10月1日 合併為邑南町 |
| 布施村       | 布施村          | 布施村                | 1957年3月10日 大和村     | 1957年3月10日 大和村 | 2004年10月1日 美鄉町       | 2004年10月1日 美鄉町       |
| 都賀村       |                 |                       | 1957年3月10日 大和村     | 1957年3月10日 大和村 | 2004年10月1日 美鄉町       | 2004年10月1日 美鄉町       |
| 都賀行村     |                 |                       | 1957年3月10日 大和村     | 1957年3月10日 大和村 | 2004年10月1日 美鄉町       | 2004年10月1日 美鄉町       |
| 粕淵村       | 粕淵村          | 1947年12月28日 粕淵町 | 1955年2月1日 邑智町      | 1955年2月1日 邑智町  | 2004年10月1日 美鄉町       | 2004年10月1日 美鄉町       |
| 吾鄉村       |                 |                       | 1955年2月1日 邑智町      | 1955年2月1日 邑智町  | 2004年10月1日 美鄉町       | 2004年10月1日 美鄉町       |
| 君谷村       |                 |                       | 1955年2月1日 邑智町      | 1955年2月1日 邑智町  | 2004年10月1日 美鄉町       | 2004年10月1日 美鄉町       |
| 澤谷村       |                 |                       | 1955年2月1日 邑智町      | 1955年2月1日 邑智町  | 2004年10月1日 美鄉町       | 2004年10月1日 美鄉町       |
| 濱原村       |                 |                       | 1955年2月1日 邑智町      | 1955年2月1日 邑智町  | 2004年10月1日 美鄉町       | 2004年10月1日 美鄉町       |

## 交通

### 鐵路
- 西日本旅客鐵道
  - 三江線（已廢線）：（←川本町） - 竹車站 - 乙原車站 - 石見簗瀨車站 - 明塚車站 - 粕淵車站 - 濱原車站 - 澤谷車站 - 潮車站 - 石見松原車站 - 石見都賀車站 - （邑南町→）

|  |  |

## 觀光資源

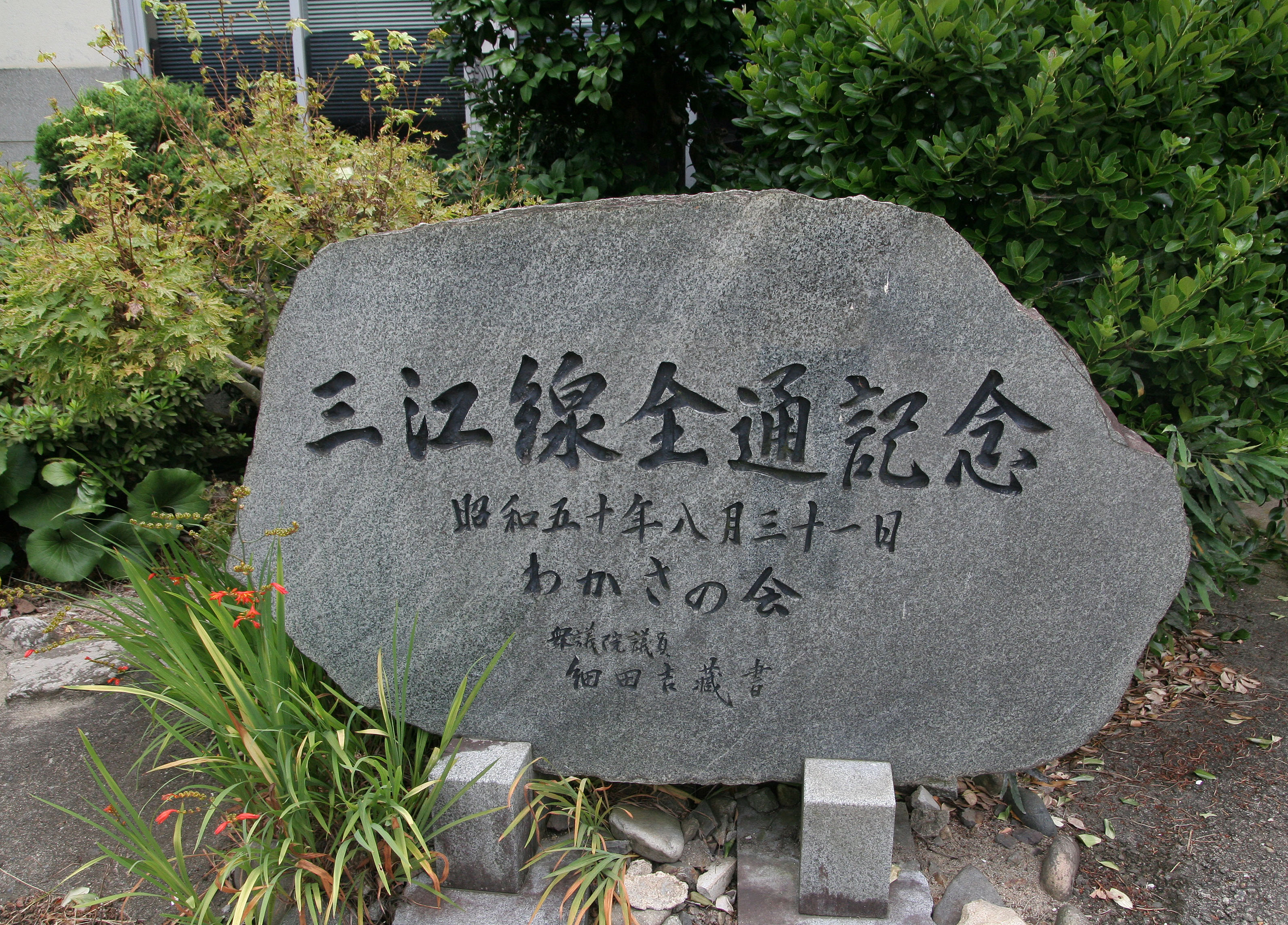
濱原站的三江線全線開通記念碑

- 銅丸礦山
- 齋藤茂吉鴨山記念館
- 湯抱溫泉
- 潮溫泉
- 千原溫泉

## 外部連結
- （日語） 美鄉町觀光協會 （页面存档备份，存于）
- （日語） 美鄉町商工會 （页面存档备份，存于）
- （英文） 美鄉町官方網頁